# Zarth (Adelsgeschlecht)

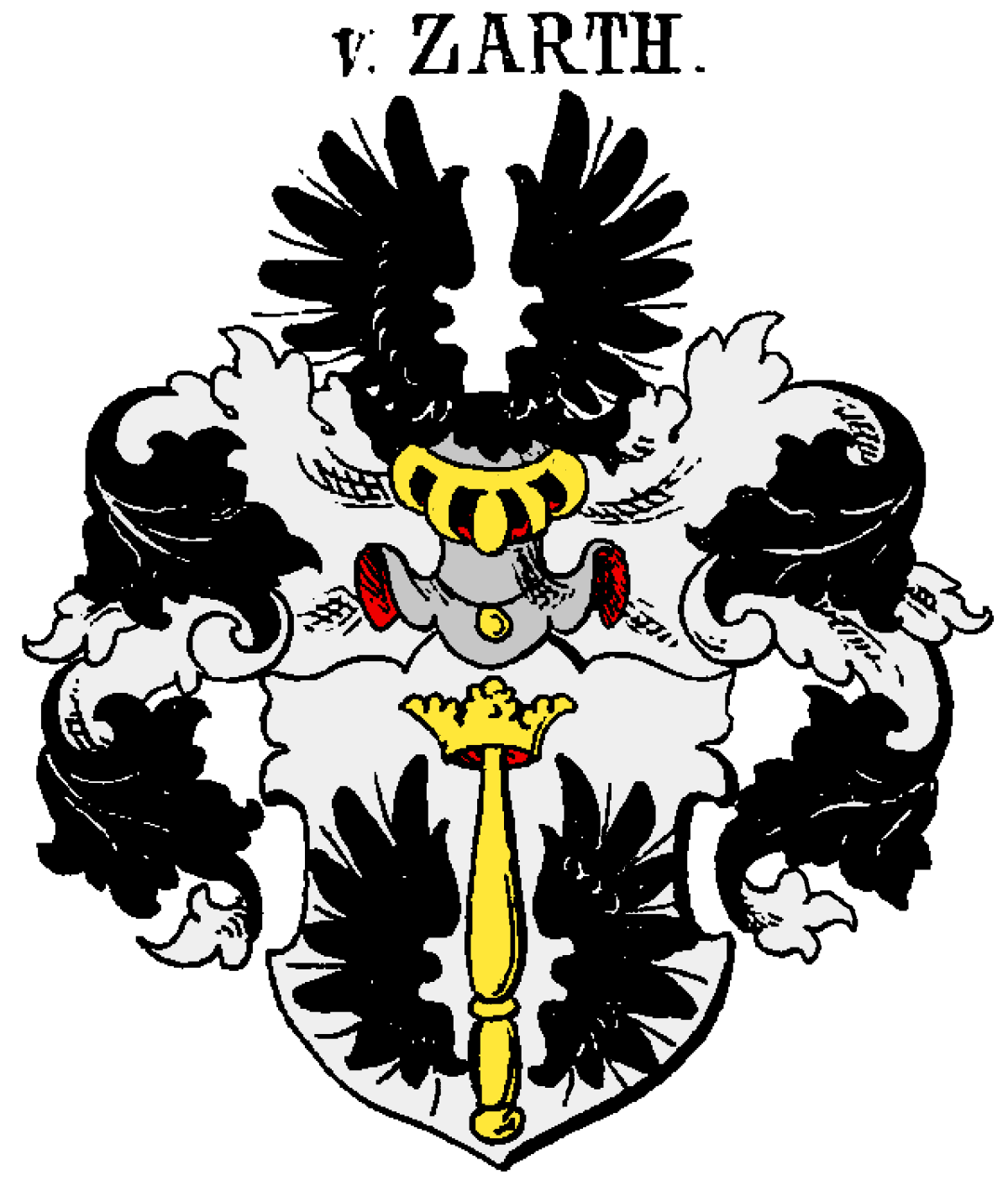
Wappen derer von Zarth

Zarth, auch Zarthen war der Name eines erloschenen pommerschen Adelsgeschlechts.

## Geschichte
Das Geschlecht wurde zuerst mit Kurt Czarten im Jahre 1528 urkundlich genannt. Ein Siegel von ihm, welches das Stammwappen zeigt, ist dokumentiert.
Der Güterbesitz der Familie befand sich in Pommern, überwiegend im Einzugsgebiet des hinterpommerschen Kreises Fürstenthum. Dazu gehörten Dubbertech, Goldbeck, Alt Griebnitz und Neu Griebnitz, Kahlberg, Priddargen, Repkow, Sassenburg, Schulzenhagen und Stepen. Hinzu kam Wurchow im Kreis Neustettin. In Pommerellen besaßen sie zudem im 17. Jahrhundert Eversfelde bei Schlochow. Zuletzt vereinigte ein Kammerjunker von Zarth die meisten Güter in einer Hand. Ein Großteil davon fiel teils als Morgengabe, teils durch Kauf den von Wenden zu. Zum Ende des 18. Jahrhunderts war kein Grundbesitz derer von Zarth in Pommern mehr bekannt.
Noch in der 2. Hälfte des 18. Jahrhunderts standen einige Söhne der Familie als Offiziere in der preußischen Armee. So 1771 ein Kapitän von Zarth im Sydowschen Garnisonregiment, der 1780 zum Sekondeleutnant im Infanterieregiment v. Steinwehr avancierte.
Noch 1789 ließ Philipp von Zarth in Königsberg eine Tochter Flora taufen, welche 1810 den königlich preußischen Premierleutnant a. D. und Erbherrn auf Budow, Otto Wilhelm Leopold von Zitzewitz heiratete.
Spätere Nachrichten vom Geschlecht fehlen, vermutlich hat es zu Beginn des 19. Jahrhunderts seinen Ausgang gefunden.

## Wappen
Das Stammwappen zeigt in Silber zwei schwarze Adlerflügel, dazwischen auf einem Langehaken oder Zepter eine goldene Krone. Auf dem Helm mit silbernen und schwarzen Decken die Adlerflügel.

## Angehörige
- Paul von Zarth, 1631 pommerscher Landrat